# XIIe gouvernement régional de Madère
 (signalé en mai 2025).
Si vous disposez d'ouvrages ou d'articles de référence ou si vous connaissez des sites web de qualité traitant du thème abordé ici, merci de compléter l'article en donnant les références utiles à sa vérifiabilité et en les liant à la section « Notes et références ».
- Archive Wikiwix
- Bing
- Cairn
- DuckDuckGo
- E. Universalis
- Gallica
- Google
- G. Books
- G. News
- G. Scholar
- Persée
- Qwant
- (zh) Baidu
- (ru) Yandex
- (wd) trouver des œuvres sur Wikidata

Région autonome de Madère
XIe XIIIe
Le XIIe gouvernement régional de Madère (en portugais : XII Governo Regional da Madeira) est le gouvernement de la région autonome de Madère en fonction du 20 avril 2015 au 15 octobre 2019 durant la douzième législature de l'Assemblée législative.

## Composition

### Initiale (20 avril 2015)
| Portefeuille                                                       | Titulaire | Titulaire                                                           | Parti       |
| ------------------------------------------------------------------ | --------- | ------------------------------------------------------------------- | ----------- |
| Président du gouvernement régional (pt)                            |           | Miguel Albuquerque                                                  | PPD/PSD     |
| Secrétaire régional aux Affaires parlementaires et européennes     |           | Sérgio Marques (pt)                                                 | PPD/PSD     |
| Secrétaire régional aux Finances et à l'Administration publique    |           | Rui Manuel Teixeira Gonçalves                                       | Indépendant |
| Secrétaire régional à l'Inclusion et aux Affaires sociales         |           | Rubina Leal (pt) (jusqu'au 27/07/2017)                              | PPD/PSD     |
| Secrétaire régional à l'Inclusion et aux Affaires sociales         |           | Maria Rita Sabino Martins Gomes de Andrade (à partir du 27/07/2017) | Indépendant |
| Secrétaire régional à l'Économie, au Tourisme et à la Culture      |           | António Eduardo de Freitas Jesus                                    | Indépendant |
| Secrétaire régional à l'Éducation                                  |           | Jorge Carvalho (pt)                                                 | PPD/PSD     |
| Secrétaire régional à l'Environnement et aux Ressources naturelles |           | Susana Prada (pt)                                                   | Indépendant |
| Secrétaire régional à la Santé                                     |           | Manuel Veloso Brito (jusqu'au 05/08/2015)                           | Indépendant |
| Secrétaire régional à la Santé                                     |           | João Augusto Quinto Faria Nunes (du 05/08/2015 au 29/12/2016)       | PPD/PSD     |
| Secrétaire régional à la Santé                                     |           | Pedro Miguel de Câmara Ramos (à partir du 29/12/2016)               | Indépendant |
| Secrétaire régional à l'Agriculture et à la Pêche                  |           | Humberto Vasconcelos (pt)                                           | PPD/PSD     |

### Remaniement du 20 octobre 2017
- Les nouveaux ministres sont indiqués en gras, ceux ayant changé d'attributions en italique.

| Portefeuille                                                       | Titulaire | Titulaire                                  | Parti       |
| ------------------------------------------------------------------ | --------- | ------------------------------------------ | ----------- |
| Président du gouvernement régional (pt)                            |           | Miguel Albuquerque                         | PPD/PSD     |
| Vice-président du gouvernement régional                            |           | Pedro Miguel Amaro de Bettencourt Calado   | PPD/PSD     |
| Secrétaire régional à l'Inclusion et aux Affaires sociales         |           | Maria Rita Sabino Martins Gomes de Andrade | Indépendant |
| Secrétaire régional au Tourisme et à la Culture                    |           | Paula Cristina de Araújo Cabaço da Silva   | Indépendant |
| Secrétaire régional à l'Éducation                                  |           | Jorge Carvalho (pt)                        | PPD/PSD     |
| Secrétaire régional à l'Environnement et aux Ressources naturelles |           | Susana Prada (pt)                          | Indépendant |
| Secrétaire régional à la Santé                                     |           | Pedro Miguel de Câmara Ramos               | Indépendant |
| Secrétaire régional à l'Agriculture et à la Pêche                  |           | Humberto Vasconcelos (pt)                  | PPD/PSD     |
| Secrétaire régional à l'Équipement et aux Infrastructures          |           | Amílcar Magalhães de Lima Gonçalves        | PPD/PSD     |